# Gunfighter II: Revenge of Jesse James
Gunfighter II: Revenge of Jesse James è un videogioco PlayStation 2 di genere sparatutto in prima persona, sviluppato da Rebellion Developments e pubblicato da Ubi Soft Entertainment nel 2003 esclusivamente in Europa. Trattasi dell'unico sequel di Gunfighter: The Legend of Jesse James, uscito due anni prima per PlayStation, incentrato sempre nel vecchio West e sul noto fuorilegge del diciannovesimo secolo Jesse James.

## Trama

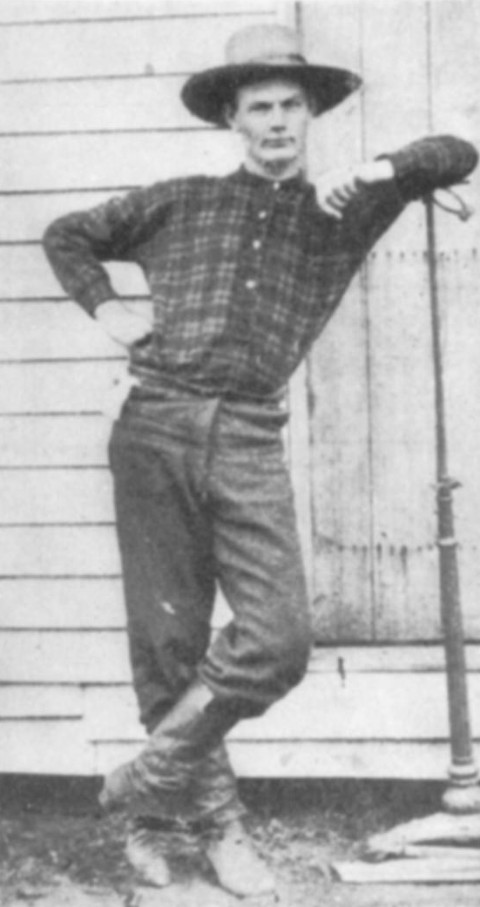
Bob Younger nella realtà

Il fuorilegge Bob Younger nutre profondo rancore verso Jesse James, per il fatto che questi non sia riuscito a salvare la vita del suo caro fratello Cole, morto nel precedente gioco. Quindi, come ripicca gli rapisce la fidanzata Zee (o Zerelda) proprio nel corso insieme a loro di una missione: recuperare l'oro del governo destinato a una cittadina rubato da degli ex soldati, comandati dal Generale "Deadeye" Jameson. Jesse consecutivamente dovrà terminare da solo tale missione, liberare di nuovo Zee questa volta dalle mani di Bob e, infine, pareggiare i conti con lui una volta per tutte.

## Modalità di gioco
Migliorato nella grafica 3D, nel suo gameplay simile al precedessore vi si introducono tante novità, a cominciare dalla sfida per due giocatori nelle principali modalità di gioco ("Storia", "Arcade" e "Minigiochi"). I livelli qui sono aumentati da cinque a nove, e il boss situante alla fine non è più in ciascuno di essi, bensì in alcuni specifici.
Nella "Storia", prima del suo inizio si può selezionare uno dei trucchi (tutti da sbloccare), il livello di difficoltà e l'arma da poter usare; oltre alla pistola sono presenti il fucile e la mitragliatrice (queste ultime sbloccabili). Durante la sessione verranno guadagnati punti casuali sparando ai nemici e a due nuovi oggetti bonus, ovvero al denaro (in monete o in mazzetti di banconote) e all'oro (come lingotti o contenuti nei sacchi). Il checkpoint e il tempo aggiuntivo sono ottenibili simultaneamente, sempre riuscendo a ripulire un'intera area dai malviventi. Al risultato finale di ogni livello si aggiunge pure il punteggio totalizzato durante le sparatorie, e inoltre, sarà dato il grado di prestazione del giocatore.
Nella "Arcade", per quel livello adesso si può scegliere una prova da affrontare tra a punti, di precisione e contro il tempo, ove in ognuna di esse bisogna soddisfare l'obiettivo imposto per vincere.

### Minigiochi
Quattro dei cinque originali minigiochi tornano in questo seguito e, ovviamente, sono da sbloccare: "Tequila Sometima" (nuovo nome di "Bottle Blast"), "Cowboy Carnage", "Target Take" e "Showdown". Nella loro struttura non hanno subito cambiamenti, ad eccezione che, nei primi tre la velocità dei bersagli aumenta a ogni avanzamento di livello, e si dispongono anche di quattro possibilità (espresse nelle carte da gioco), le quali una volta perdute la sfida è finita.

## Accoglienza
| Testata       | Giudizio |
| ------------- | -------- |
| Jeuxvideo.com | 10/20    |
| Consoles +    | 82/100   |
| 4Players.de   | 73/100   |

Secondo il sito francese Jeuxvideo.com Gunfighter II: Revenge of Jesse James era un titolo divertente per qualche minuto per chi amava il genere ma ci si stancava presto per via della sua azione prevedibile e per gli eventi predefiniti. La realizzazione risultava mediocre e l'azione a volte falsamente ritmica finendo per consigliare Time Crisis II al posto di questo gioco. Consoles + lo descrisse come una "salsa western stile Time Crisis, mescolata con musica d'epoca", consigliandolo agli amanti del genere.
Mathias Oertel di 4Players.de ritenne che Gunfighter II si presentava giocosamente alla pari dei prodotti di lunga data di Namco. La precisione con l'apposita pistola risultava eccellente, il livello di difficoltà era equilibrato, lo scenario piacevolmente fresco e anche l'interazione con l'ambiente circostante era divertente. Lo stesso valeva per la grafica, che però più volte doveva fare i conti con alcuni problemi come la mancanza di varietà nell'area delle texture e i rallentamenti che si verificavano di volta in volta, ma l'intensità del gioco non si perdeva nonostante questi difetti. Il grande punto critico era la sua durata, difatti i giocatori professionisti potevano completare l'escursione nel selvaggio West a tutti i livelli di difficoltà in meno di tre ore e questo abbassava il suo giudizio a una valutazione media.